# Fußball in Buenos Aires

Fan-Graffiti in La Boca.

Der Fußball in Buenos Aires hat wesentlich zur Entwicklung des Fußballs in Argentinien beigetragen. Die „fünf großen Fußballmannschaften“ in Argentinien sind alle in Buenos Aires (River Plate, Boca Juniors und San Lorenzo) bzw. in dem an die Stadt grenzenden Vorort Avellaneda (Racing Club und Independiente) des Großraums Buenos Aires beheimatet. Mit insgesamt 20 Erfolgen in der bisher 56 Mal ausgetragenen Copa Libertadores (bis einschließlich 2015) bildet der Großraum von Buenos Aires auch die mit Abstand erfolgreichste Stadt Südamerikas. Auch im zwischen 1960 und 2004 insgesamt 43 Mal ausgetragenen Fußball-Weltpokal haben die Vereine aus Buenos Aires mit insgesamt acht Erfolgen mehr Titel in die argentinische Hauptstadt geholt als jede andere Stadt verbuchen konnte. Deren Erfolgsquote liegt somit im alten Weltpokal bei fast zwanzig Prozent, in der Copa Libertadores sogar bei gut 35 Prozent. Insofern ist es durchaus berechtigt, Buenos Aires als die „Welthauptstadt des Fußballs“ zu bezeichnen.

## Die Anfänge des Fußballs in Buenos Aires

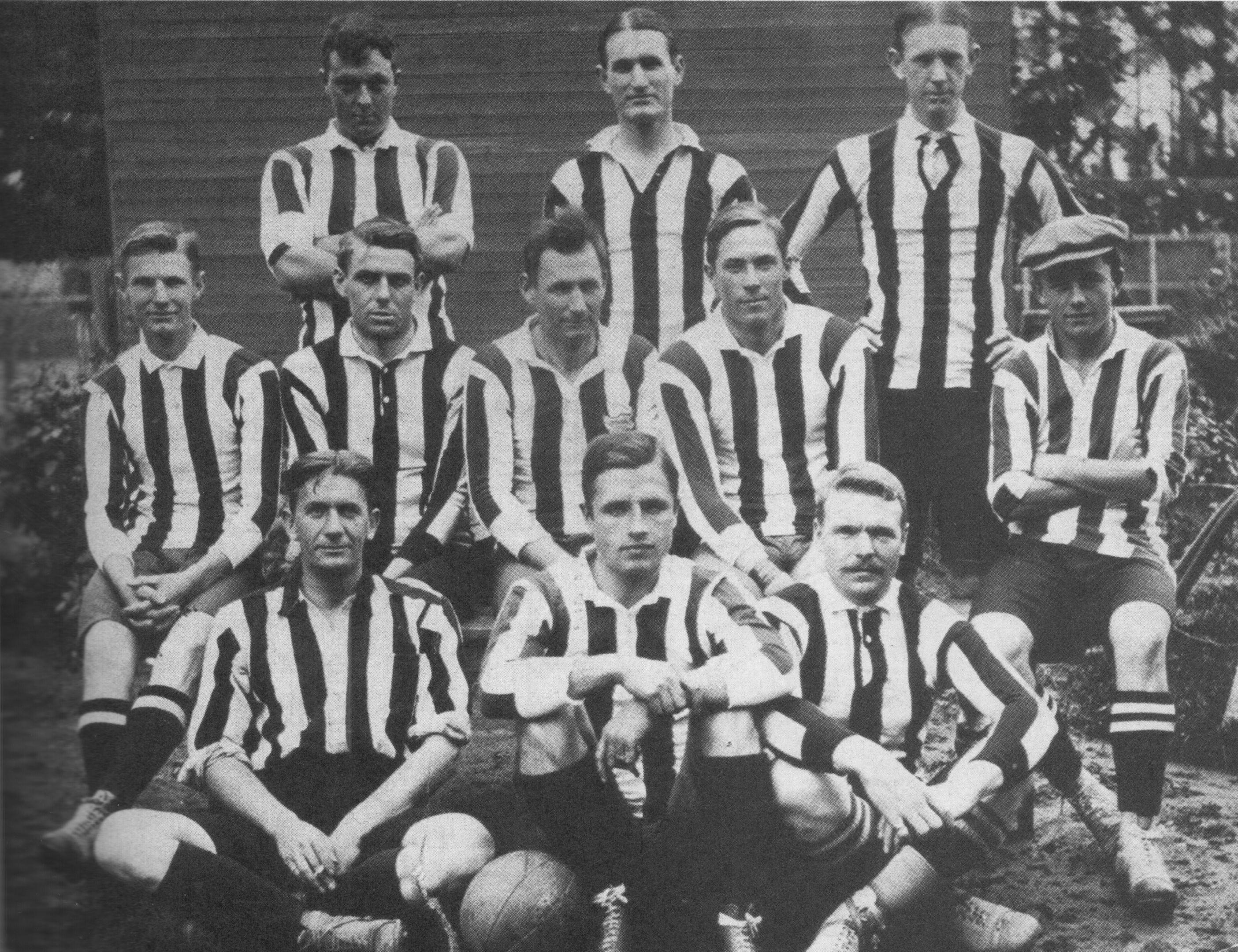
Die Mannschaft des Serienmeisters Alumni AC im Jahr 1910.

Als 1891 erstmals die argentinische Fußballmeisterschaft ausgetragen wurde, kamen vier der sechs teilnehmenden Mannschaften aus Gran Buenos Aires. Erster Sieger der ältesten Fußballliga außerhalb von Großbritannien war die Schulmannschaft der im Tigre Partido des Großraums von Buenos Aires beheimateten St. Andrew’s Scots School. Die Meister der nächsten Jahre kamen jeweils aus dem Partido Lomas de Zamora in Gran Buenos Aires; der fünfmalige Sieger Lomas Athletic Club war ebenfalls aus einer ehemaligen Schulmannschaft hervorgegangen und auch der Meister des Jahres 1896, Lomas Academy, vertrat eine Bildungseinrichtung.
1899 gewann mit dem in Belgrano beheimateten Belgrano AC erstmals ein Verein aus der Stadt Buenos Aires die Fußballmeisterschaft. Der Verein aus dem im Norden der argentinischen Hauptstadt beheimateten Bezirk, in dem sich seit 1938 auch das Estadio Monumental, Heimat des Rekordmeisters River Plate und der argentinischen Nationalmannschaft, befindet, war später noch zweimal in den Jahren 1904 und 1908 erfolgreich. Die anderen zehn Meistertitel zwischen 1900 und 1911 heimste der aus einer Schülermannschaft hervorgegangene Alumni Athletic Club ein. Deren Ursprung fand sich in der ebenfalls in Belgrano angesiedelten Buenos Aires English High School. 1912 war dann mit dem Quilmes Athletic Club erstmals eine noch heute im Profifußball vertretene Mannschaft erfolgreich, bevor im Jahr 1913 mit dem Racing Club erstmals eine der später „fünf großen Mannschaften“ des Landes einen Meistertitel gewann.

## Rekorde und Rivalitäten

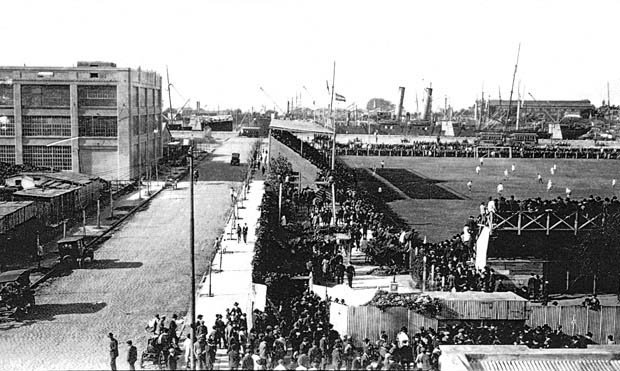
Ursprüngliche Heimat des CA River Plate in La Boca.

Mit 36 Titeln ist River Plate argentinischer Rekordmeister, gefolgt von seinem Erzrivalen Boca Juniors mit 34 Titeln (Stand 2019/2020), der seinerseits einer der Rekordsieger im inzwischen nicht mehr ausgetragenen Weltpokal für Vereinsmannschaften ist. Ihr Superclásico spaltet das Land, denn angeblich sind rund 72 Prozent der argentinischen Fußballfans Anhänger einer dieser beiden Vereine (40 Prozent für Boca und 32 Prozent für River Plate). Ursprünglich waren beide Vereine im Hafenviertel La Boca beheimatet, doch später verließ River Plate das vernachlässigte Viertel am südlichen Stadtrand und ließ sich im gehobenen Norden der argentinischen Hauptstadt nieder. Zu jener Zeit begann der Verein, große Summen für Spielereinkäufe auszugeben und erwarb sich somit in jeglicher Hinsicht den Beinamen „Los Millonarios“.

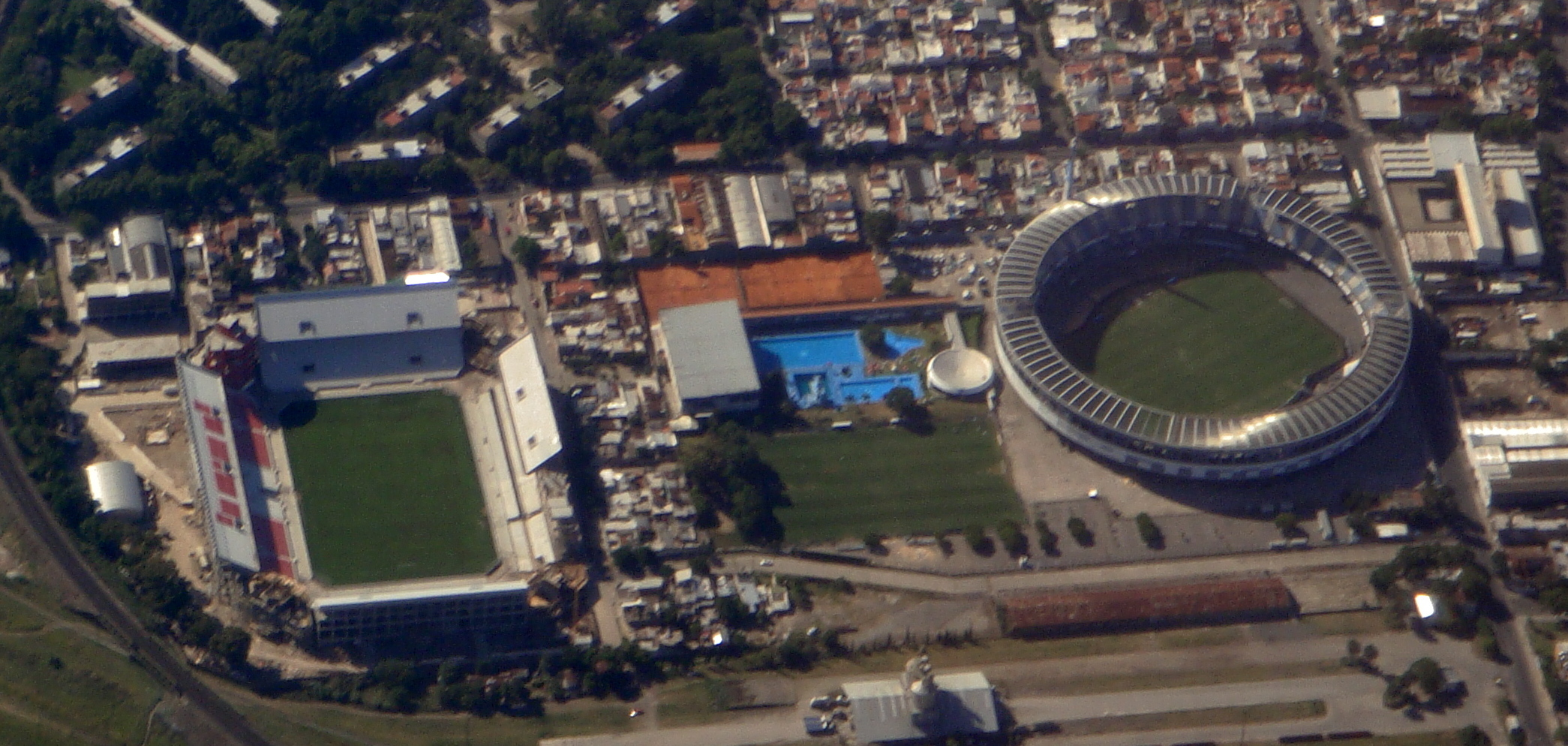
Die Stadien von Independiente und Racing befinden sich in unmittelbarer Nachbarschaft.

Dahinter rangieren in der Erfolgsskala die verfeindeten Vereine aus Avellaneda; einem Vorort von Buenos Aires, der unmittelbar im Süden von La Boca liegt. Der Racing Club gewann 18 Meisterschaften und sein Konkurrent Independiente war 16 Mal erfolgreich. Independiente war 1964 auch der erste Verein, der die Copa Libertadores nach Argentinien holte und er ist mit sieben Erfolgen Rekordsieger im prestigeträchtigsten Wettbewerb der südamerikanischen Vereinsmannschaften. Dafür war der Racing Club 1967 der erste argentinische Verein, der den Weltpokal gewann.
Als fünfter Großverein gilt der CA San Lorenzo, der 15 Meistertitel verbuchen konnte und als erster Verein die 2002 eingeführte Copa Sudamericana gewann. Seine Auseinandersetzung mit dem fünffachen Meister Huracán gilt als das drittwichtigste Derby in Gran Buenos Aires, denn die beiden Vereine residieren in den benachbarten Vierteln Boedo und Parque Patricios. Ein weiteres traditionsreiches Derby ist die Begegnung zwischen Vélez Sársfield und Ferro Carril Oeste.
Das älteste Derby Argentiniens findet allerdings in Quilmes statt, wenngleich die letzte offizielle Begegnung wegen der unterschiedlichen Ligazugehörigkeit der beiden Vereine 1981 ausgetragen wurde. Der heute wesentlich erfolgreichere Quilmes AC wurde bereits 1887 von britischen Einwanderern gegründet und blieb den Einheimischen verschlossen. Daher riefen Schüler des Colegio Nacional de Buenos Aires 1899 ihren eigenen Verein ins Leben, dem allerdings nie der Sprung in die erste Liga gelang. Dennoch war das Derby immer hart umkämpft und die Derbybilanz ist relativ ausgeglichen: von 54 Begegnungen konnte Argentino 18 und der Quilmes AC 24 für sich entscheiden. Die restlichen 12 Spiele endeten unentschieden.
Weitere Informationen über die wichtigsten Vereine aus dem Großraum Buenos Aires im 1931 eingeführten Profifußball finden sich in der nachstehenden Tabelle.

## Übersicht der wichtigsten Vereine aus der Region Buenos Aires

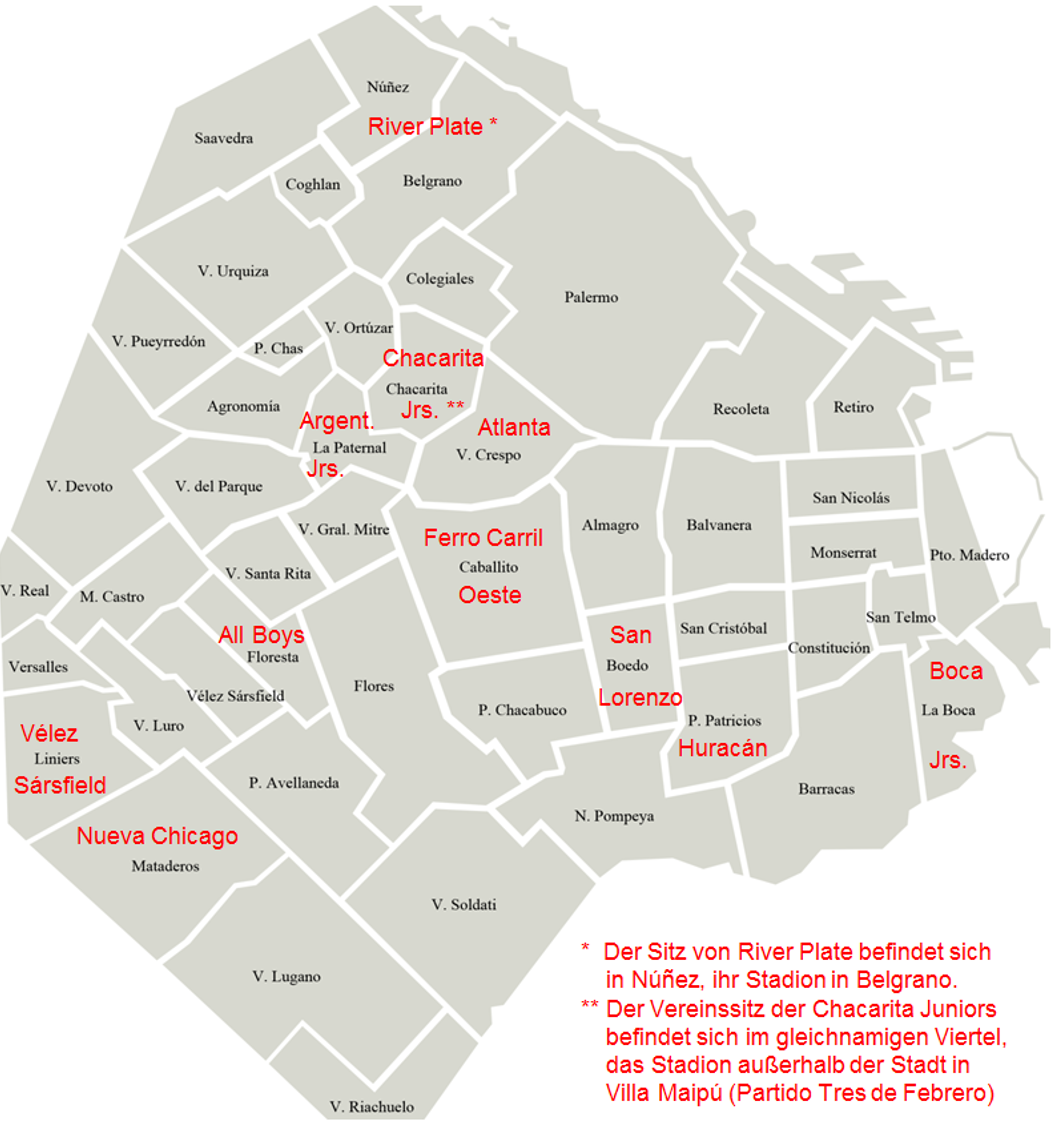
Karte der Stadt Buenos Aires mit den Namen der Stadtteile in Schwarz und der darin beheimateten Fußballvereine in Rot.

Die nachfolgende Tabelle beinhaltet die bedeutendsten Vereine der Stadt Buenos Aires sowie jene aus ihren unmittelbaren und zum Großraum Buenos Aires zählenden Vororten. Vereine, die lediglich während der Amateurepoche (vor 1931) erfolgreich waren, wie zum Beispiel der bereits 1913 aufgelöste zehnmalige Meister Alumni AC, bleiben in der Tabelle unberücksichtigt.
In den ersten beiden Spalte ist der jeweilige Verein mit seinem Logo angegeben, wobei sich die Reihenfolge ihrer Sortierung anhand der geografischen Lage bestimmt. Zunächst werden die in die Tabelle aufgenommenen Vereine aus der Stadt aufgeführt und ihre Reihenfolge folgt dem geografischen Verlauf von Norden nach Süden und von Westen nach Osten. Anschließend werden die in die Tabelle aufgenommenen Vereine aus den Vororten genannt und ihre Reihenfolge bestimmt sich ebenfalls von Norden über den Westen nach Süden (im Osten liegt der Río de la Plata) und folgt somit grob entgegen dem Uhrzeigersinn.
In der dritten Spalte wird der jeweilige Vereinssitz genannt, wobei der Standort des Stadions abweichend sein kann, wie zum Beispiel im Fall von River Plate (Vereinssitz ist Núñez, das Stadion befindet sich im benachbarten Belgrano) und bei den Chacarita Juniors (Vereinssitz ist das Viertel Chacarita in der Stadt Buenos Aires, während das Stadion sich im Vorort Villa Maipú des Großraums Buenos Aires befindet).
In der vierten Spalte wird das Gründungsjahr des jeweiligen Vereins, in der fünften Spalte die wichtigsten Erfolge (sofern vorhanden) und in der sechsten Spalte der jeweilige Hauptrivale aufgeführt.
| Logo | Verein               | Sitz                                        | Gründung | Titel | Hauptrivale                                                                      |
| ---- | -------------------- | ------------------------------------------- | -------- | --- | -------------------------------------------------------------------------------- |
|      | River Plate          | Núñez, Buenos Aires                         | 1901     | Argentinischer Rekordmeister (37 Titel) Viermaliger Sieger der Copa Libertadores Sieger der Recopa Sudamericana (2015) Weltpokal-Sieger 1986                                                                                       | Boca Juniors (Superclásico)                                                      |
|      | Argentinos Juniors   | La Paternal, Buenos Aires                   | 1904     | Dreimal argentinischer Meister Sieger der Copa Libertadores (1985) | All Boys                                                                         |
|      | Atlanta              | Villa Crespo, Buenos Aires                  | 1904     | Sieger der Copa Suecia (1958) Argentinischer Pokalfinalist (1969) | Chacarita Juniors (Clásico de Villa Crespo)                                      |
|      | Chacarita Juniors    | Chacarita, Buenos Aires                     | 1906     | Argentinischer Meister (1969) | Atlanta (Clásico de Villa Crespo)                                                |
|      | All Boys             | Floresta, Buenos Aires                      | 1913     | | Argentinos Juniors (früher) Nueva Chicago (aktuell)                              |
|      | Ferro Carril Oeste   | Caballito, Buenos Aires                     | 1904     | Zweimal argentinischer Meister (1982, 1984) | Vélez Sársfield (Clásico del Oeste)                                              |
|      | Vélez Sársfield      | Liniers, Buenos Aires                       | 1910     | Zehnmal argentinischer Meister Sieger der Copa Libertadores (1994) Sieger der Recopa Sudamericana (1997) Weltpokal-Sieger 1994 | Ferro Carril Oeste (Clásico del Oeste)                                           |
|      | Nueva Chicago        | Mataderos, Buenos Aires                     | 1911     | | Almirante Brown (früher) All Boys (aktuell)                                      |
|      | San Lorenzo          | Boedo, Buenos Aires                         | 1908     | 15 Mal argentinischer Meister Sieger der Copa Libertadores (2014) Sieger der Copa Sudamericana (2002) | Huracán (Clásico Porteño)                                                        |
|      | Huracán              | Parque Patricios, Buenos Aires              | 1908     | Fünfmal argentinischer Meister Argentinischer Pokalsieger (2014) | San Lorenzo (Clásico Porteño)                                                    |
|      | Boca Juniors         | La Boca, Buenos Aires                       | 1905     | 35 Mal argentinischer Meister Rekordsieger der Copa Argentina (3 Titel) Sechsmaliger Sieger der Copa Libertadores Zweimaliger Sieger der Copa Sudamericana Rekordsieger der Recopa Sudamericana (4 Titel) Dreimal Weltpokal-Sieger | River Plate (Superclásico)                                                       |
|      | Tigre                | Victoria, San Fernando                      | 1902     | Finalist der Copa Sudamericana (2012) | Platense (Clásico de la Zona Norte)                                              |
|      | Platense             | Vicente López                               | 1905     | Argentinischer Vizemeister (1916) | Tigre (Clásico de la Zona Norte)                                                 |
|      | Club Almagro         | Almagro, Tres de Febrero                    | 1911     | | Estudiantes (Clásico de Tres de Febrero)                                         |
|      | Estudiantes          | Caseros, Tres de Febrero                    | 1898     | Halbfinale der Copa Argentina (2013) | Club Almagro (Clásico de Tres de Febrero)                                        |
|      | Deportivo Morón      | Morón                                       | 1947     | | Almirante Brown (Clásico de la Zona Oeste)                                       |
|      | Almirante Brown      | San Justo, La Matanza                       | 1922     | | Deportivo Morón (Clásico de la Zona Oeste) Nueva Chicago                         |
|      | CA Banfield          | Banfield, Lomas de Zamora                   | 1896     | Argentinischer Meister (Apertura 2009) | CA Lanús (Clásico del Sur) CA Los Andes (Clásico del Partido de Lomas de Zamora) |
|      | CA Los Andes         | Lomas de Zamora, Lomas de Zamora            | 1917     | | CA Banfield (Clásico del Partido de Lomas de Zamora)                             |
|      | CA Temperley         | Temperley, Lomas de Zamora                  | 1912     | | CA Los Andes                                                                     |
|      | CA Lanús             | Lanús, Lanús                                | 1915     | Zweimal argentinischer Meister Sieger der Copa Sudamericana (2013) Sieger der Copa Conmebol (1996) | CA Banfield (Clásico del Sur) Talleres (Clásico del Partido de Lanús)            |
|      | Talleres             | Remedios de Escalada, Lanús                 | 1906     | | CA Lanús (Clásico del Partido de Lanús)                                          |
|      | Independiente        | Avellaneda, Avellaneda                      | 1905     | 16 Mal argentinischer Meister Rekordsieger der Copa Libertadores (7 Titel) Sieger der Copa Sudamericana (2010) Sieger der Recopa Sudamericana (1995) Zweimal Weltpokal-Sieger                                                      | Racing Club (Clásico de Avellaneda)                                              |
|      | Racing Club          | Avellaneda, Avellaneda                      | 1903     | 18 Mal argentinischer Meister Sieger der Copa Libertadores (1967) Weltpokal-Sieger (1967) | Independiente (Clásico de Avellaneda)                                            |
|      | Arsenal              | Sarandí, Avellaneda                         | 1957     | Argentinischer Meister (Clausura 2012) Argentinischer Pokalsieger (2013) Sieger der Copa Sudamericana (2007) | El Porvenir                                                                      |
|      | El Porvenir          | Gerli, Lanús                                | 1915     | | Arsenal                                                                          |
|      | San Telmo            | Dock Sud, Avellaneda                        | 1904     | | CS Dock Sud (Clásico de Dock Sud)                                                |
|      | CS Dock Sud          | Dock Sud, Avellaneda                        | 1916     | Argentinischer Meister (1933) | San Telmo (Clásico de Dock Sud)                                                  |
|      | Quilmes AC           | Quilmes                                     | 1887     | Zweimaliger argentinischer Meister | Argentino de Quilmes (Clásico Quilmeño) Defensa y Justicia                       |
|      | Argentino de Quilmes | Quilmes                                     | 1899     | | Quilmes AC (Clásico Quilmeño)                                                    |
|      | Defensa y Justicia   | Gobernador Julio A. Costa, Florencio Varela | 1935     | | Quilmes AC                                                                       |